# Rock Aid Armenia
Rock Aid Armenia — название благотворительных музыкального альбома и концерта, состоявшегося 8 июля 1989 года в Лондоне в поддержку пострадавших в Спитакском землетрясении.
В концерте приняли участие многие известные арт-рок, хард-рок и хеви-метал коллективы, собравшиеся в исторической Metropolis Studios в Лондоне для записи благотворительного проекта, доходы от которого пошли в пользу пострадавших от землетрясения в Ленинакане (Армения) в 1988 году.
Первоначально организаторы планировали концерт в память Армянского землетрясения провести в Москве, потом эти планы рухнули, но альбом в память того землетрясения всё же был записан. Проект был создан и координировался международными благотворителями Джоном Ди (Jon Dee) и Полом Лоуэллом (Paul Lowell). Сборник содержит композиции следующих коллективов: Emerson, Lake & Palmer, Gary Moore, Black Sabbath, Asia, Mike & the Mechanics, Rush, Deep Purple, Bon Jovi, Iron Maiden, Led Zeppelin, Foreigner, Pink Floyd, Queen, Yes, Whitesnake и других. «Rock Aid Armenia: The Earthquake Album» был издан в 1990 году, в том же году вышла видео-компиляция «Rock Aid Armenia: The Earth Hour Video».

## Smoke on the Water
Главным моментом сборника стал ремейк хита Deep Purple «Smoke on the Water» супергруппой из музыкантов известнейших рок-групп (в т. ч. музыкантов Deep Purple). Сингл с этой версии песни попал в британский Top 40. Видеоматериал, отснятый на репетиции, вышел в том же году на видео «Rock Aid Armenia: Making of Smoke on the Water», вместе с интервью и видеоклипом к синглу.
В записи ремейка участвовали такие именитые музыканты, как Брайан Адамс, Ричи Блэкмор (Deep Purple, Rainbow), Брюс Дикинсон (Iron Maiden), Кейт Эмерсон, Йан Гиллан (Deep Purple), Дэвид Гилмор (Pink Floyd), Тони Айомми (Black Sabbath), Брайан Мэй (Queen), Алекс Лайфсон (Rush), Эдриан Смит (Iron Maiden), Пол Роджерс (Free, Bad Company), Крис Сквайр (Yes) и Роджер Тейлор (Queen). Джон Пол Джонс (Led Zeppelin) и Джон Лорд (Deep Purple) выступили в качестве консультантов.
В 1991 году этот альбом по лицензии вышел на российской фирме SNC Records (Центр Стаса Намина) на LP в урезанном формате.

## Список композиций
1. Rock Aid Armenia — «Smoke On The Water» 04:07 (Иэн Гиллан (первый куплет), Брюс Дикинсон (второй куплет),  Пол Роджерс (третий куплет), Брайан Aдамс (бэк-вокал в припевах) — вокал; Алекс Лайфсон, Брайан Мэй, Дэвид Гилмор, Ричи Блэкмор, Тони Айомми — соло-гитара; Джефф Бошамп — ритм-гитара; Крис Сквайр — бас-гитара; Джефф Даунс, Кит Эмерсон — клавишные; : Роджер Тейлор — ударные) [4]
2. Free — «All Right Now» 04:15
3. Rush — «The Spirit Of Radio» 04:58
4. Rainbow — «Since You’ve Been Gone» 03:18
5. Black Sabbath — «Headless Cross» 05:03
6. Genesis — «Turn It On Again» 03:45
7. Yes — «Owner of a Lonely Heart» 04:2
8. ELP — «Fanfare For The Common Man» 02:57
9. Whitesnake — «Fool For Your Loving» 04:17
10. Asia — «Heat Of The Moment» 03:50
11. Starship — «We Built This City» 04:51
12. Foreigner — «Jukebox Hero» 04:05
13. Iron Maiden — «Run to the Hills» 03:54
14. Deep Purple — «Black Night» 03:27
15. Mike And The Mechanics — «Silent Running» 04:09

## Список композиций в японском издании
1. Emerson, Lake & Palmer — «Fanfare For The Common Man»
2. Bon Jovi — «Livin' On A Prayer»
3. Gary Moore — «After The War»
4. Iron Maiden — «Run To The Hills»
5. Black Sabbath — «Headless Cross»
6. Led Zeppelin — «Dazed 'N' Confused»
7. Asia — «Heat Of The Moment»
8. Foreigner — «Hearts Turn to Stone»
9. Mike And The Mechanics — «Silent Running»
10. The Firm — «Satisfaction Guaranteed»
11. Deep Purple — «Perfect Strangers»
12. Genesis — «Mama»
13. Pink Floyd — «One Slip»
14. Rush — «The Spirit Of Radio»
15. Yes — «I've Seen All Good People»
16. Rock Aid Armenia — «Smoke On The Water»

## Список композиций в российском издании
1. Rock Aid Armenia — «Smoke On The Water» '90
2. Iron Maiden — «Run To The Hills»
3. Rush — «The Spirit Of Radio»
4. Rainbow — «Since You’ve Been Gone»
5. Black Sabbath — «Headless Cross»
6. Genesis — «Turn It On Again»
7. Yes — «Owner of a Lonely Heart»
8. Emerson, Lake & Palmer — «Fanfare For The Common Man»
9. Whitesnake — «Fool For Your Loving»
10. Deep Purple — «Black Night»